# Бузун Данило Савелійович
Бузу́н Дани́ло Саве́лійович (нар. 11 грудня 1893, село Матіївка, Конотопський повіт, Чернігівська губернія — пом. 22 листопада 1921, містечко Базар, Базарська волость, Овруцький повіт, Волинська губернія) — козак нестройової сотні 4-ї Київської дивізії Армії УНР, Герой Другого Зимового походу.

## Життєпис
Народився у селі Матіївка Конотопського повіту Чернігівської губернії в становій козацькій родині.
Закінчив церковно-приходське училище.
Працював каменярем.
Членом партії не був.
В Армії УНР із 1919 року.
Під час Другого Зимового походу — козак нестройової сотні 4-ї Київської дивізії.
Потрапив у полон 17 листопада 1921 року під селом Малі Міньки.
Розстріляний більшовиками 22 листопада 1921 року у місті Базар.
Реабілітований 27 квітня 1998 року.

## Вшанування пам'яті
- Його ім'я вибите серед інших на Меморіалі Героїв Базару.